# Parapercis robinsoni
Parapercis robinsoni és una espècie de peix de la família dels pingüipèdids i de l'ordre dels perciformes.

## Descripció
- El cos fa 30 cm de llargària màxima, és de color blanc blavós amb 9 franges de color marró fosc al ventre -blanc- i presenta una taca negra a la base dels radis superiors de l'aleta caudal i una altra de clara a la base dels radis inferiors de la mateixa aleta.
- 5 espines i 22 radis tous a l'aleta dorsal i 1 espina i 18 radis tous a l'anal.[7][8]

## Hàbitat i distribució geogràfica
És un peix marí, demersal (entre 6 i 55 m de fondària) i de clima tropical, el qual viu a l'Índic occidental: des del mar Roig fins a Sud-àfrica (KwaZulu-Natal) i el Pakistan, incloent-hi Bahrain, les illes Comores, Kuwait, Madagascar, Moçambic, Oman, l'illa de la Reunió, les illes Seychelles, Somàlia i, possiblement també, l'illa de Rodrigues.

## Observacions
És inofensiu per als humans.